# ミリアメートル
ミリアメートル（myriameter）は、かつて用いられていた長さの単位で、メートルの104(10000)倍、キロメートルの10倍。漢字では「𥸯（䊪）」（米偏に万）と表記する。
SI導入以前はメートル法で使用されていたが、導入後は使用頻度の少なさから国際的な承認を得られなかった。今日ではミリアメートル波に名を残すのみである。
（キロメートル ≪ ミリアメートル ≪ メガメートル）